# Stephen Newbold
Stephen Newbold (* 5. August 1994) ist ein bahamaischer Leichtathlet, der sich auf den 400-Meter-Lauf spezialisiert hat. Im Juniorenbereich war er auch als Hürdenläufer am Start.

## Sportliche Laufbahn
Erste internationale Erfahrungen sammelte Stephen Newbold bei den CARIFTA-Games 2010 in George Town, bei denen er die Goldmedaille im 400-Meter-Hürdenlauf gewann sowie Silber mit der bahamaischen 4-mal-400-Meter-Staffel. Daraufhin gewann er bei den Zentralamerika- und Karibikmeisterschaften in Santo Domingo in beiden Disziplinen die Goldmedaille. Es folgte die Teilnahme an den Juniorenweltmeisterschaften in Moncton, bei denen er im Vorlauf über 400 Meter ausschied. Anschließend belegte er bei den erstmals ausgetragenen Olympischen Jugendspielen in Singapur den dritten Platz im B-Finale. 2011 gewann er bei den CARIFTA-Games in Montego Bay die Bronzemedaille über 400 Meter und mit der 4-mal-100-Meter-Staffel. Zudem wurde er mit der 4-mal-400-Meter-Staffel disqualifiziert. Bei den Jugendweltmeisterschaften in Lille siegte er in 20,89 s über 200 Meter und belegte mit der Sprintstaffel (1000 Meter) den fünften Platz.
2012 gewann er bei den CARIFTA-Games in Devonshire die Goldmedaille mit der bahamaischen 4-mal-100-Meter-Staffel. Anschließend nahm er an den Juniorenweltmeisterschaften in Barcelona teil und belegte dort Platz sechs mit der 4-mal-100-Meter-Staffel und schied mit der Langsprintstaffel in der ersten Runde aus. 2013 gewann er bei den CARIFTA-Games in Nassau die Bronzemedaillen über 400 Meter und mit der 4-mal-400-Meter-Staffel. Bei den IAAF World Relays 2014 auf den Bahamas wurde er mit der 4-mal-100-Meter-Staffel in der ersten Runde disqualifiziert.
2016 gewann er bei den U23-NACAC-Meisterschaften in San Salvador die Bronzemedaillen mit beiden Staffeln und belegte im Einzelbewerb über 400 Meter den fünften Platz. Mit der Staffel qualifizierte er sich für die Olympischen Spiele in Rio de Janeiro, bei denen er im Vorlauf zum Einsatz kam und die Staffel dann im Finale in 2:58,49 min die Bronzemedaille hinter den Vereinigten Staaten und Jamaika gewann. 2018 nahm er zum ersten Mal an den Commonwealth Games im australischen Gold Coast teil und gewann mit der 4-mal-400-Meter-Staffel in 3:01,92 min die Silbermedaille hinter Botswana.
Er ist Student an der Florida State University.

## Persönliche Bestzeiten
- 200 Meter: 20,76 s (+0,5 m/s), 8. Juni 2013 in Nassau
  - 200 Meter (Halle): 20,90 s, 23. Februar 2013 in Blacksburg
- 400 Meter: 45,80 s, 25. Juni 2016 in Nassau
  - 400 Meter (Halle): 46,98 s, 22. Februar 2013 in Blacksburg
- 400 m Hürdenlauf (84 cm): 52,75 s, 4. April 2010 in George Town